# Prohibition Poems and Other Verse (tom Franka Earla Herricka)
Prohibition Poems and Other Verse – tom wierszy amerykańskiego sędziego i poety Franka Earla Herricka, opublikowany w Elgin w stanie Illinois w 1914 nakładem oficyny Brethren Publishing House. Zbiorek zawiera utwory Dedication, Proem i cykle Prohibition, Alma Mater i Miscellaneous, Minor and Personal.